# Gioia del Colle-Maler
Der Gioia del Colle-Maler war ein apulischer Vasenmaler. Seine Werke werden um die Mitte und die zweite Hälfte des 4. Jahrhunderts v. Chr. datiert.
Der Gioia del Colle-Maler (Notname nach mehreren in einem Grab in Gioia del Colle gefundenen Vasen) folgt künstlerisch dem Lykurgos-Maler und dem Varrese-Maler und gilt als Vorgänger von Künstlern wie dem Dareios-Maler und dem Unterwelt-Maler. Er steht dem Maler von Kopenhagen 4223 thematisch und stilistisch nahe, beide Maler arbeiteten wohl in derselben Werkstatt.
Der Künstler ist für seine großen Vasen, darunter viele Volutenkratere und für einige Hydrien bekannt. Interessanterweise sind auf den Krateren Szenen mit Männern, auf den Hydrien ausschließlich mit Frauen dargestellt. Sie sind meist mit den gängigen Motiven solcher wohl sepulkral genutzten Vasen verziert: Auf der Vorderseite sieht man Trauernde an einem tempelartigen Grabbau (Naïskos), auf der Rückseite eine Stele. Die im Naiskos zumeist dargestellten Jünglinge erinnern an Statuen. Die Voluten der Henkel sind meist mit Reliefmasken verziert, am unteren Henkelansatz gibt es häufig Schwanenköpfe, die oft weiß bemalt sind. Unter den Henkelansätzen befinden sich zudem häufig mehrfach übereinander angeordnete Palmettenfächer, auf der Halsvorderseite ist entweder eine figürliche Szene oder ein in Ranken gebetteter Kopf zu sehen.
Der Gioia del Colle-Maler hat ein kleineres Repertoire an Kopfbildern, um die Hälse seiner Vasen zu verzieren, zudem sind seine Blütenkompositionen weniger einfallsreich als die des Malers von Kopenhagen 4223.